# Prospect (película)
Prospect es una película estadounidense de ciencia ficción protagonizada por Pedro Pascal, Sophie Thatcher y Jay Duplass. Fue escrita y dirigida por Zeek Earl y Chris Caldwell y tuvo su estreno el 5 de marzo de 2018 en el festival South by Southwest. El 8 de marzo de 2019 fue incluida en el catálogo de Netflix.

## Sinopsis
Un hombre y su hija adolescente viajan a una luna alienígena con un contrato para extraer gemas en el bosque venenoso de la luna. La hija se ve obligada a enfrentarse a otras personas en el bosque, así como a la codicia de su propio padre.

## Reparto
- Sophie Thatcher es Cee.
- Pedro Pascal es Ezra.
- Jay Duplass es Damon.
- Andre Royo es Oruf.
- Sheila Vand es Inumon.
- Anwan Glover es Mikken.

## Recepción
En Rotten Tomatoes cuenta con una aprobación del 90%, basada en 40 reseñas. El consenso del sitio afirma: "Impulsada por el desarrollo y la ambientación de los personajes en lugar de los efectos especiales, Prospect es una historia de ciencia ficción cuyo estilo está definido y enriquecido por sus limitaciones".